# Mirbelia oxylobioides
Mirbelia oxylobioides — кустарниковое растение рода Мирбелия семейства Бобовые. Эндемик Австралии.

## Описание
Mirbelia oxylobioides достигает 3 м в высоту, ствол покрыт мягкими ворсинками. Листья остроконечные узкие, организованы в пары. Размер 2—10 мм в длину и 1—4 мм в ширину. Цветки оранжево-жёлтые с красными точками, появляются с октября по январь. Плоды — коричневые коробочки.